# Забарівська сільська рада (Корюківський район)
Заба́рівська сільська́ ра́да — адміністративно-територіальна одиниця та орган місцевого самоврядування в Корюківському районі Чернігівської області. Адміністративний центр — село Забарівка.

## Загальні відомості
Забарівська сільська рада утворена у 1922 році.
- Територія ради: 44,975 км²
- Населення ради: 763 особи (станом на 2001 рік)

## Населені пункти
Сільській раді були підпорядковані населені пункти:
- с. Забарівка
- с. Воловики
- с. Кирилівка
- с. Нова Буда

## Склад ради
Рада складалася з 12 депутатів та голови.
- Голова ради: Козел Володимир Іванович
- Секретар ради: Скоробагата Надія Юхимівна

### Керівний склад попередніх скликань
| Прізвище, ім'я, по батькові | Основні відомості                                                             | Дата обрання | Дата звільнення |
| --------------------------- | ----------------------------------------------------------------------------- | ------------ | --------------- |
| Козел Володимир Іванович    | Сільський голова, 1962 року народження, освіта середня загальна, безпартійний | 26.03.2006   | 31.10.2010      |
| Козел Володимир Іванович    | Сільський голова, 1962 року народження, освіта середня загальна, безпартійний | 31.10.2010   |                 |

Примітка: таблиця складена за даними сайту Верховної Ради України

### Депутати
За результатами місцевих виборів 2010 року депутатами ради стали:

#### За суб'єктами висування
| Суб'єкт висування | Кількість обраних депутатів | %    |
| ----------------- | --------------------------- | ---- |
| Самовисування     | 7                           | 58,3 |
| Партія регіонів   | 4                           | 33,3 |
| Народна партія    | 1                           | 8,3  |

#### За округами
| № округу        | Прізвище, ім'я, по батькові      | Дата визнання обраним | Освіта             | Партійна приналежність                        | Відомості про обраного депутата                     |
| --------------- | -------------------------------- | --------------------- | ------------------ | --------------------------------------------- | --------------------------------------------------- |
| Народна Партія  |                                  |                       |                    |                                               |                                                     |
| 2               | Скоробагата Надія Юхимівна       | 04.11.2010            | вища               | член Народної партії                          | Забарівська сільська рада, секретар                 |
| Партія регіонів |                                  |                       |                    |                                               |                                                     |
| 3               | Забаровська Оксана Олександрівна | 04.11.2010            | вища               | позапартійна                                  | Забарівська загальноосвітня школа І-ІІ ст., вчитель |
| 4               | Забаровська Любов Володимирівна  | 04.11.2010            | середня спеціальна | член Партії регіонів                          | тимчасово не працює                                 |
| 11              | Боголюб Олександр Михайлович     | 04.11.2010            | вища               | позапартійний                                 | пенсіонер                                           |
| 12              | Варуша Юрій Миколайович          | 04.11.2010            | середня            | член Партії регіонів                          | Управління водного господарства, робітник           |
| Самовисування   |                                  |                       |                    |                                               |                                                     |
| 1               | Тоніца Олександр Васильович      | 04.11.2010            | середня            | позапартійний                                 | тимчасово не працює                                 |
| 5               | Свиридок Анастасія Борисівна     | 13.02.2011            | середня спеціальна | позапартійна                                  | тимчасово не працює                                 |
| 6               | Козел Олег Володимирович         | 04.11.2010            | середня            | позапартійний                                 | тимчасово не працює                                 |
| 7               | Доліна Ольга Володимирівна       | 04.11.2010            | середня спеціальна | член Всеукраїнського об'єднання «Батьківщина» | філія «Менський сир», приймальник молока            |
| 8               | Рябова Катерина Степанівна       | 04.11.2010            | середня спеціальна | член Всеукраїнського об'єднання «Батьківщина» | НАСК «Оранта», страховий агент                      |
| 9               | Жарий Дмитро Сергійович          | 04.11.2010            | вища               | позапартійний                                 | тимчасово не працює                                 |
| 10              | Миронюк Наталія Григорівна       | 04.11.2010            | середня спеціальна | член Всеукраїнського об'єднання «Батьківщина» | "Південно-західна залізниця " ст. Низківка, касир   |